# Reichenspitze
Reichenspitze är en bergstopp i Österrike.   Den ligger i distriktet Schwaz och förbundslandet Tyrolen, i den centrala delen av landet, 300 km väster om huvudstaden Wien. Toppen på Reichenspitze är 3 303 meter över havet, eller 1 011 meter över den omgivande terrängen. Bredden vid basen är 20,7 km.
Terrängen runt Reichenspitze är huvudsakligen bergig, men den allra närmaste omgivningen är kuperad. Runt Reichenspitze är det glesbefolkat, med 9 invånare per kvadratkilometer.. Närmaste större samhälle är Mayrhofen, 18,7 km väster om Reichenspitze. 
Trakten runt Reichenspitze består i huvudsak av gräsmarker.